# Karel Hyliš
Karel Hyliš (* 25. března 1928, Pelhřimov) je český sochař, medailér, keramik, vysokoškolský pedagog.

## Život
Karel Hyliš studoval na Státní odborné škole keramické v Bechyni (1945–1948) a na Vysoké škole uměleckoprůmyslové v Praze u profesorů O. Eckerta, J. Baucha, K. Lidického, K. Svolinského (1948–1953).
V letech 1959–1964 byl odborným asistentem na Pedagogickém institutu v Jihlavě a od roku 1965 do roku 1993 působil jako pedagog na katedře výtvarné výchovy Pedagogické fakulty v Českých Budějovicích. Zde v roce 1978 habilitoval a o deset let později byl jmenován profesorem sochařství.
Byl členem výboru SČVU Východočeského kraje a členem komise ČFVU v Hradci Králové.
Po roce 1989 působí aktivně ve Sdružení výtvarných umělců Vysočiny.
Karel Hyliš žije a pracuje v Pelhřimově.

### Členství ve skupinách
- 1957 Brno 57
- ? SČVU
- 1990 Asociace umělců medailérů (AUM)
- 1990 Sdružení výtvarných umělců Vysočiny

## Dílo
Raná tvorba Karla Hyliše respektuje tradici realistického zobrazení, ale vyznačuje se expresivní modelací (Beethoven, 1955, Ležáky, 1958). V dalším díle se promítá silný vztah k rodnému kraji formou lyrického zobrazení dívčí postavy (Jaro Vysočiny, 1958–59).
Na počátku 60. let se jeho pojetí portrétu (F. Chopin, 1962–63, Paganini, 1962) i figury posunuje ke zjednodušení a stylizaci tvaru (Ráno, 1960, Modré torzo, 1965–66). Sochaře zajímaly analytické lineární struktury ženských figur a silně stylizované objemy hlav (Japonská dívka, 1961–63), zaměřené více k problémům čisté formy než k mimovýtvarným obsahům.
Reliéfy z konce 60. let zobrazují někdy abstraktní témata a mají blízko k informelu (Chlapcův modrý sen, 1968), figurální kresby se vyznačují strohou geometrizací. Sochař načas opouští klasické materiály a tvoří plastiky ze stříhaného, ohýbaného a svařovaného plechu.
V 70. a 80. letech tvoří reliéfní sochy do veřejného prostoru jako doplněk architektury (Fontána, kov, Havlíčkův Brod, 1970, Věčný oheň, mramor, Havlíčkův Brod, 1972, Keramická plastika, Trutnov, 1982). Jeho keramické reliéfy se vyznačují svítivou barevností. Portrétní tvorba vědomě odkazuje k dědictví kubismu (Bohumil Kubišta, 1982–83), socha ženské postavy Jaro Vysočiny (1978) je parafrází na Wagnerovo Smutné jaro.

### Realizace (výběr)
- 1953 Vázy, porcelán, Gröbova vila, Praha
- 1967 Keramická stěna, ZŠ Kamenice u Jihlavy
- 1969 Vesmírný plavec, pískovec, Hradec Králové
- 1970 Fontána, hliník a měď, ZŠ Pražská, Havlíčkův Brod
- 1972 Věčný plamen, mramor, smuteční obřadní síň Havlíčkův Brod
- 1973 Keramická stěna, Okresní soud Jičín
- 1976 Keramická stěna, hotel Patria, Štrbské pleso
- 1978 Jaro na Vysočině, pískovec, Havlíčkův Brod
- 1982 Keramická plastika s reliéfy, Trutnov
- 1987 Keramický reliéf, Fakultní nemocnice Hradec Králové

### Ocenění
- 1988 Zasloužilý pracovník kultury

### Zastoupení ve sbírkách
- Národní galerie v Praze
- Oblastní galerie Vysočiny v Jihlavě
- Východočeská galerie v Pardubicích
- Okresní galerie Havlíčkův Brod
- Alšova jihočeská galerie v Hluboké nad Vltavou
- Galerie moderního umění v Hradci Králové
- Galerie výtvarného umění v Hodoníně
- Ministerstvo kultury České republiky
- Soukromé sbírky doma i v zahraničí

### Výstavy

#### Autorské
- 1956 Stará radnice, Havlíčkův Brod
- 1957 Galerie mladých, Praha
- 1962 Horácké divadlo, Jihlava
- 1965 Krajské nakladatelství, Havlíčkův Brod
- 1978 Oblastní galerie Vysočiny v Jihlavě
- 1985 Krajská galerie v Hradci Králové, Muzeum RHH v Táboře
- 1986 ÚKŠV Praha, Okresní galerie Jičín
- 1988 Malá galerie Melantrich, Praha
- 1989 Karel Hyliš: Výběr z tvorby, Oblastní galerie Vysočiny v Jihlavě
- 1994 Karel Hyliš: Plastika, kresba, Galerie výtvarného umění v Hodoníně
- 2008 Karel Hyliš: Dialog, hmota, prostor, Galerie výtvarného umění v Havlíčkově Brodě, Muzeum Vysočiny Pelhřimov, Muzeum Vysočiny Třebíč, Oblastní galerie Vysočiny v Jihlavě
- 2011 Karel Hyliš: Sochy, reliéfy, kresby – retrospektivní výstava sochařské tvorby pelhřimovského rodáka Karla Hyliše, který žije a pracuje v Havlíčkově Brodě, Galerie výtvarného umění v Havlíčkově Brodě[5]

#### Společné (výběr)
- 1953–60 Výstavy oblastní pobočky SČVU v Jihlavě a Brně
- 1960–88 Výstavy oblastní pobočky SČVU Hradec Králové
- 1963 Konfrontace brněnských tvůrčích skupin, Dům umění, Brno, Východočeský salon, Polička
- 1964–66 Výstavy tvůrčí skupiny Brno 57
- 1968 50 let ČSR, Mánes, Praha
- 1969 Premi international dibuix Joan Miró, Barcelona
- 1975 Českoslovenští výtvarní umělci ke 30. výročí osvobození, Jízdárna Pražského hradu
- 1976 Výtvarní umělci Vysočiny, OGV v Jihlavě
- 1980 Přehlídka čs. výtvarného umění, Nová síň Praha, Slovenská národná galéria, Bratislava, Sofie
- 1981 Moderní umění 1900–1980, AJG Hluboká nad Vltavou
- 1982 Výtvarné dílo v architektuře, Krajské muzeum Hradec Králové
- 1987 Celostátní výstava medailí a plaket, Mánes, Praha, Zlín, Pardubice, Plzeň, Kremnica, Brno, NDR, NSR, SSSR
- 1990- společné členské výstavy Sdružení výtvarných umělců Vysočiny

### Galerie díla

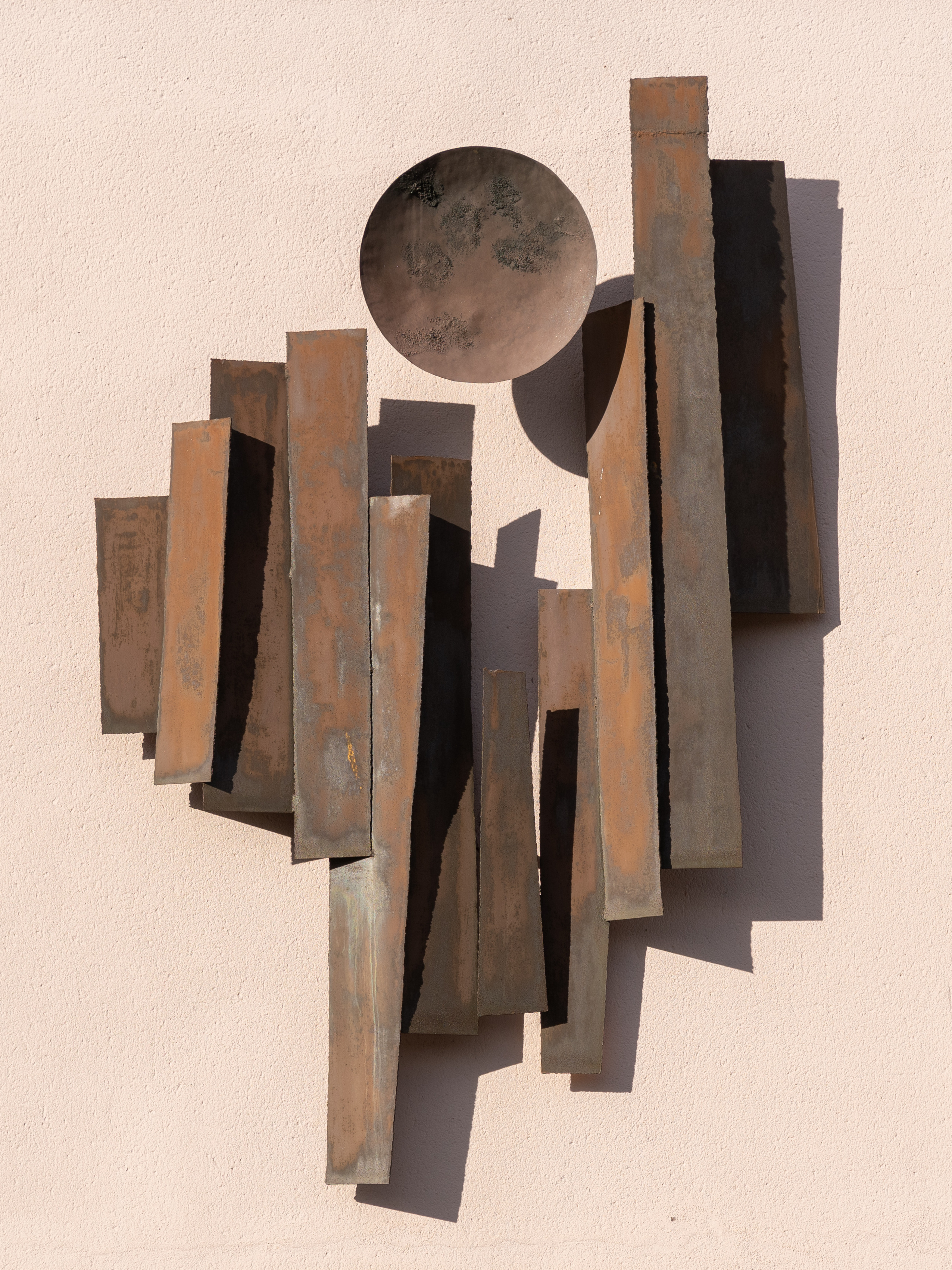
Život a smrt, Pardubice
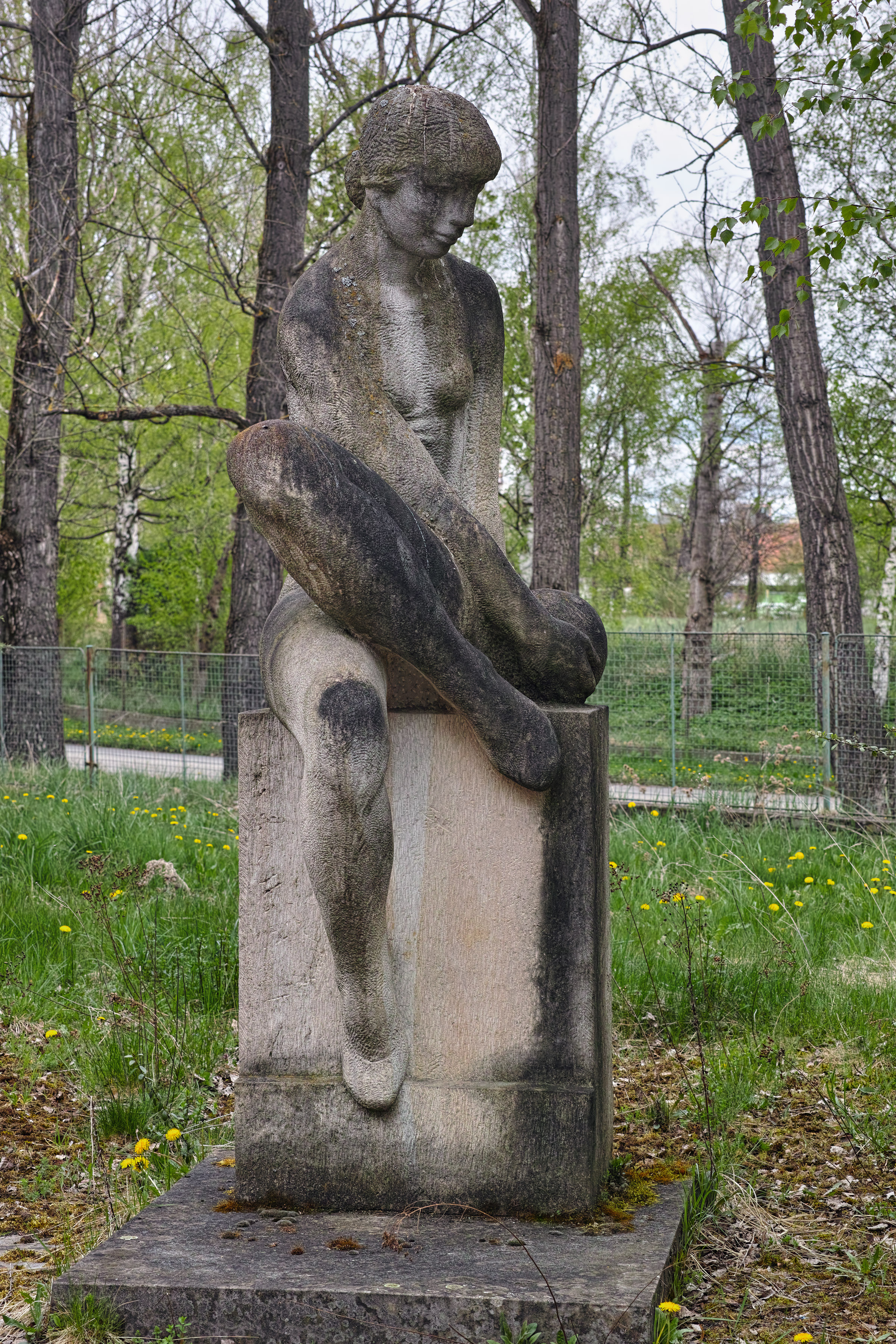
Gymnastka, České Budějovice
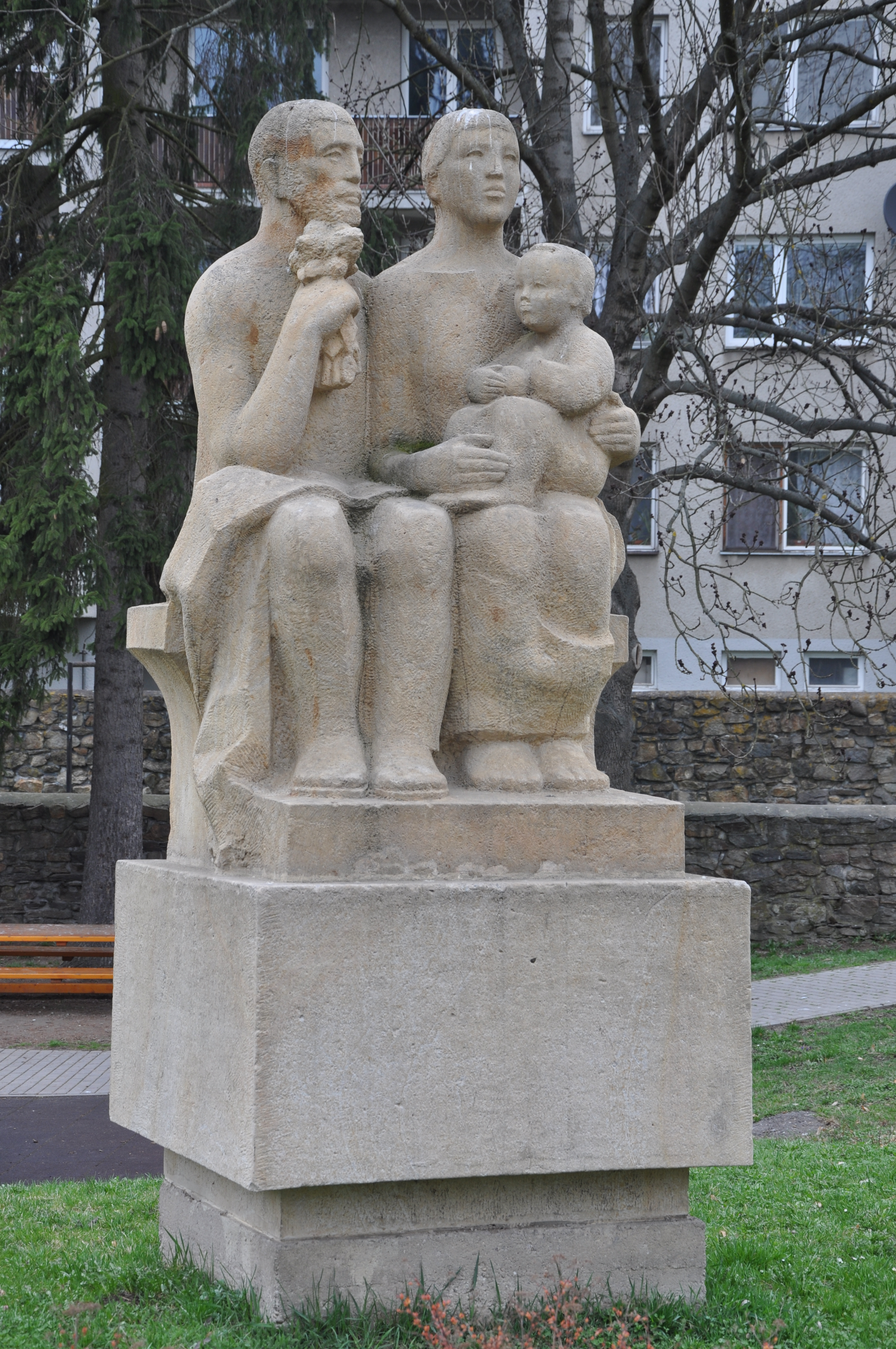
Rodina, Havlíčkův Brod
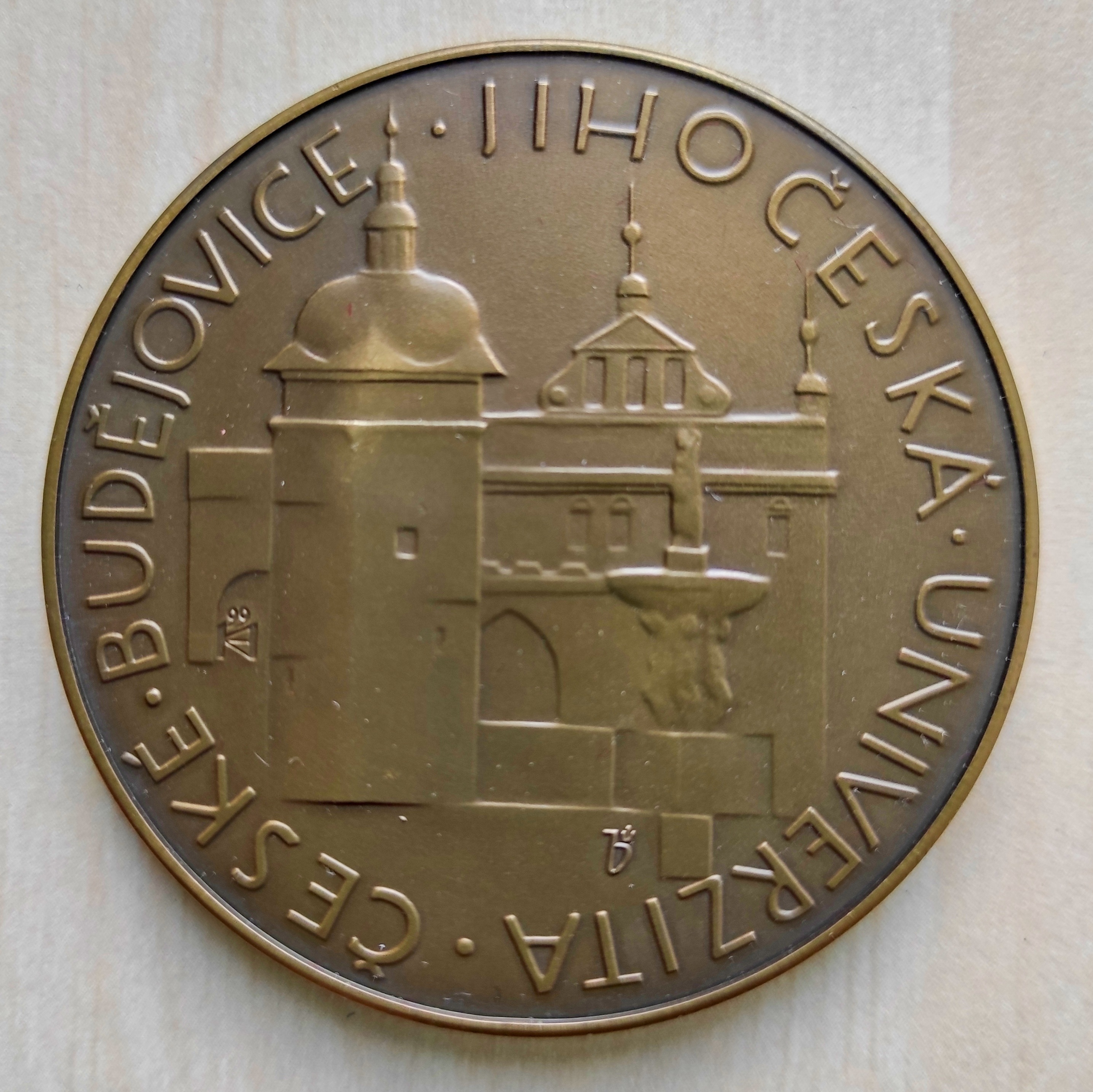
Pamětní medaile Jihočeské univerzity
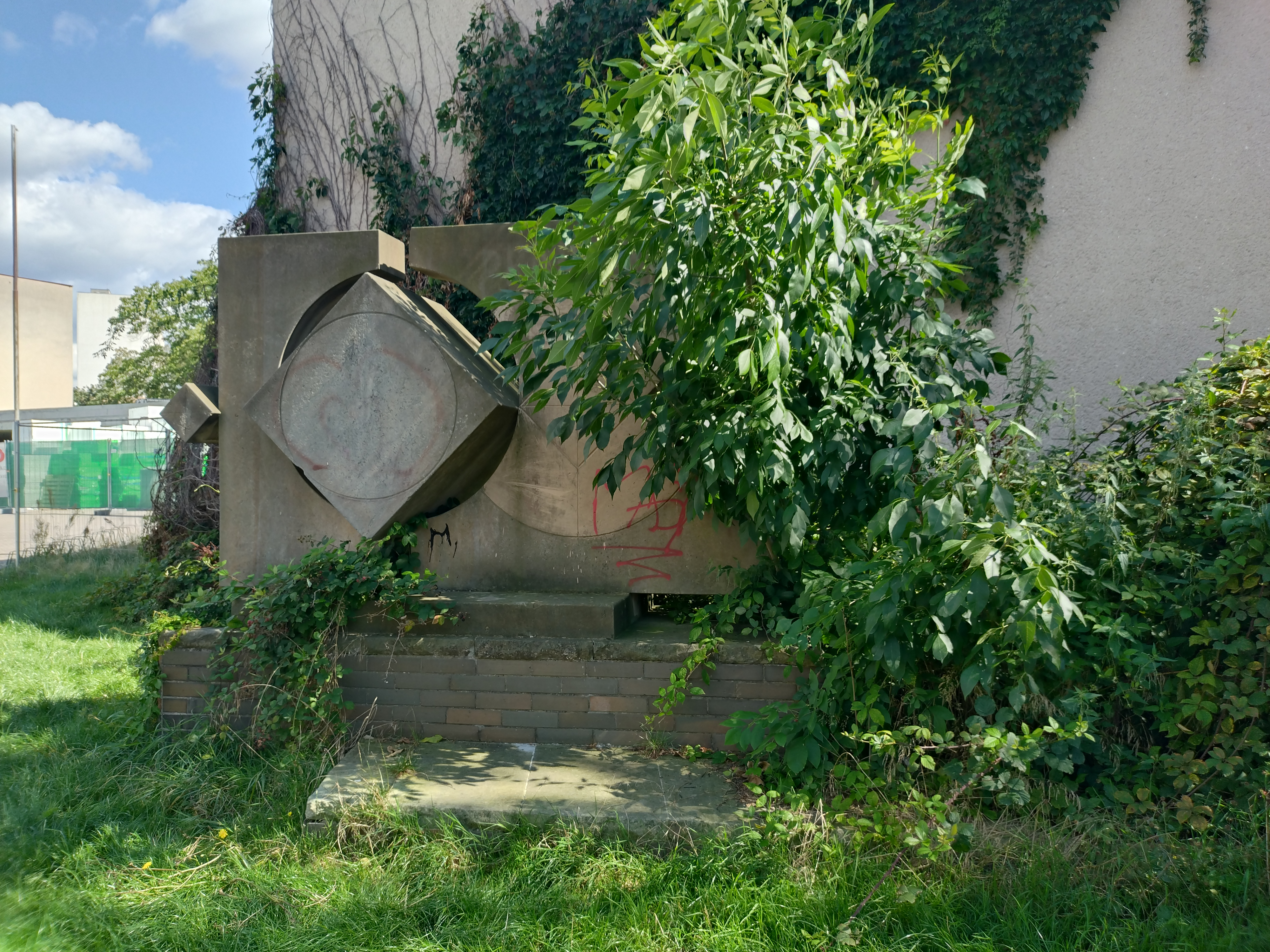
Vesmírný plavec, Hradec Králové

### Katalogy
- Karel Hyliš, 1965, Kudělka Z, kat. 16 s., Východočeské nakladatelství, HK
- Karel Hyliš: Plastiky, kresby, 1985, Sůva J, kat. 24 s., Krajská galerie Hradec Králové
- Z dílny Karla Hyliše, 1988, Dvořák F, kat. 6 s., Malá galerie Melantrich, Praha
- Karel Hyliš: Výběr z tvorby, 1989, Sůva J, kat. 32 s., Oblastní galerie Vysočiny v Jihlavě
- Karel Hyliš: Plastika, kresba, 1994, Kudrna M, kat. 24 s., Galerie výtvarného umění v Hodoníně, ISBN 80-85015-22-6
- Karel Hyliš: Dialog, hmota, prostor, 2008, Hyliš J, Sůva J, kat. 53 s., Galerie výtvarného umění v Havlíčkově Brodě, Muzeum Vysočiny Pelhřimov, Muzeum Vysočiny Třebíč, Oblastní galerie Vysočiny v Jihlavě